# (80354) 1999 XJ121
1999 أكس جاي 121 (ويعرف أيضًا باسم (80354) 1999 أكس جاي 121 وفق تسمية الكوكب الصغير) (بالإنجليزية: 1999 XJ121)‏ هو كويكب ضمن حزام الكويكبات؛ وترتيبه 80354 من حيث الاكتشاف.
اكتُشف هذا الجُرم الفلكي بواسطة ماسح السماء كاتالينا في 5 ديسمبر 1999.

## وصلات خارجية
- (80354) 1999 XJ121 في قاعدة بيانات مختبر الدفع النفاث لأجرام النظام الشمسي الصغيرة

- الاكتشاف · مخطط المدار ·  العناصر المدارية · المعلمات المادية

- (80354) 1999 XJ121 على موقع ويكي سكاي: DSS2, SDSS, GALEX, IRAS, Hydrogen α, X-Ray, Astrophoto, Sky Map, Articles and images